# ماسترتا ام‌ایکس‌تی
ماسترتا ام‌ایکس‌تی (Mastretta MXT) خودرویی است که در سال‌های ۲۰۱۱تولید شده‌است.
این خودرو در کلاس خودرو اسپورت قرار گرفته و طراحی آن خودروهای موتور وسط عقب-محور عقب بوده طول آن در حالت طبیعی ۳٬۹۰۰ میلیمتر (۱۵۳٫۵ اینچ) است.
موتور آن ۱۹۹۹ سی‌سی سیستم جعبه‌دندهٔ آن ۵ دنده به صورت دستی است.